# قائمة قرارات مجلس الأمن التابع للأمم المتحدة من 1301 إلى 1400
هذه قائمة قرارات مجلس أمن الأمم المتحدة رقم 1301 إلى 1400 المعتمدة في الفترة بين 31 مايو 2000 و28 مارس 2002.

## القائمة
| القرارات | التاريخ        | التصويت                                                 | الاهتمامات                                                                                              |
| -------- | -------------- | ------------------------------------------------------- | --- |
| 1301     | 31 مايو 2000   | 12–1–2 (ضد: ناميبيا؛ ممتنعون عن التصويت: جامايكا، مالي) | تمديد ولاية بعثة الأمم المتحدة للاستفتاء في الصحراء الغربية                                             |
| 1302     | 8 يونيو 2000   | 15-0-0                                                  | امتداد برنامج النفط مقابل الغذاء في العراق                                                              |
| 1303     | 14 يونيو 2000  | 15-0-0                                                  | تمديد ولاية قوة الأمم المتحدة لحفظ السلام في قبرص                                                       |
| 1304     | 16 يونيو 2000  | 15-0-0                                                  | المطالبة بإنهاء الأعمال العدائية في حرب الكونغو الثانية بين جمهورية الكونغو الديمقراطية، رواندا وأوغندا |
| 1305     | 21 يونيو 2000  | 14–0–1 (امتناع: روسيا)                                  | تمدد ولاية قوة تثبيت الاستقرار وبعثة الأمم المتحدة في البوسنة والهرسك                                   |
| 1306     | 5 يوليو 2000   | 14–0–1 (ممتنع: مالي)                                    | فرض عقوبات على الماس الخام في سيراليون                                                                  |
| 1307     | 13 يوليو 2000  | 15-0-0                                                  | تمدد ولاية بعثة مراقبي الأمم المتحدة في بريفلاكا                                                        |
| 1308     | 17 يوليو 2000  | 15-0-0                                                  | التدريب على فيروس نقص المناعة البشرية - الإيدز القضايا ذات الصلة في بعثات حفظ السلام                    |
| 1309     | 25 يوليو 2000  | 15-0-0                                                  | تمديد ولاية بعثة الأمم المتحدة للاستفتاء في الصحراء الغربية                                             |
| 1310     | 27 يوليو 2000  | 15-0-0                                                  | تمدد ولاية قوة الأمم المتحدة المؤقتة في لبنان                                                           |
| 1311     | 28 يوليو 2000  | 15-0-0                                                  | تمديد ولاية بعثة مراقبي الأمم المتحدة في جورجيا                                                         |
| 1312     | 31 يوليو 2000  | 15-0-0                                                  | تأسيس بعثة الأمم المتحدة في إثيوبيا وإريتريا                                                            |
| 1313     | 4 أغسطس 2000   | 15-0-0                                                  | تمديد ولاية بعثة الأمم المتحدة في سيراليون                                                              |
| 1314     | 11 أغسطس 2000  | 15-0-0                                                  | الأطفال والنزاعات المسلحة                                                                               |
| 1315     | 14 أغسطس 2000  | 15-0-0                                                  | المفاوضات المتعلقة بإنشاء المحكمة الخاصة لسيراليون                                                      |
| 1316     | 23 أغسطس 2000  | 15-0-0                                                  | تمديد ولاية بعثة الأمم المتحدة في جمهورية الكونغو الديمقراطية                                           |
| 1317     | 5 سبتمبر 2000  | 15-0-0                                                  | تمديد ولاية بعثة الأمم المتحدة في سيراليون                                                              |
| 1318     | 7 سبتمبر 2000  | 15-0-0                                                  | إعلان بشأن الدور الفعال في صون السلام والأمن الدوليين، لا سيما في أفريقيا                               |
| 1319     | 8 سبتمبر 2000  | 15-0-0                                                  | مطالبة إندونيسيا ضمان أمن اللاجئين وموظفي الأمم المتحدة في تيمور الشرقية                                |
| 1320     | 15 سبتمبر 2000 | 15-0-0                                                  | الأذن بنشر قوات ومراقبين عسكريين كجزء من بعثة الأمم المتحدة في إثيوبيا وإريتريا                         |
| 1321     | 20 سبتمبر 2000 | 15-0-0                                                  | تمديد ولاية بعثة الأمم المتحدة في سيراليون                                                              |
| 1322     | 7 أكتوبر 2000  | 14–0–1 (ممتنع: الولايات المتحدة)                        | الأحداث في القدس و الأراضي المحتلة                                                                      |
| 1323     | 13 أكتوبر 2000 | 15-0-0                                                  | تمديد ولاية بعثة الأمم المتحدة في جمهورية الكونغو الديمقراطية                                           |
| 1324     | 30 أكتوبر 2000 | 15-0-0                                                  | تمديد ولاية بعثة الأمم المتحدة للاستفتاء في الصحراء الغربية                                             |
| 1325     | 31 أكتوبر 2000 | 15-0-0                                                  | المرأة والسلام والأمن                                                                                   |
| 1326     | 31 أكتوبر 2000 | تم تبنيها بدون تصويت                                    | قبول جمهورية يوغسلافيا الاتحادية لدى الأمم المتحدة                                                      |
| 1327     | 13 نوفمبر 2000 | 15-0-0                                                  | تنفيذ تقرير الفريق المعني بعمليات الأمم المتحدة للسلام                                                  |
| 1328     | 27 نوفمبر 2000 | 15-0-0                                                  | تمدد ولاية قوة الأمم المتحدة لمراقبة فض الاشتباك                                                        |
| 1329     | 30 نوفمبر 2000 | 15-0-0                                                  | توسيع غرف الاستئناف في المحكمة الجنائية الدولية ليوغوسلافيا السابقة والمحكمة الجنائية الدولية لرواندا   |
| 1330     | 5 ديسمبر 2000  | 15-0-0                                                  | امتداد برنامج النفط مقابل الغذاء في العراق                                                              |
| 1331     | 13 ديسمبر 2000 | 15-0-0                                                  | تمديد ولاية قوة الأمم المتحدة لحفظ السلام في قبرص                                                       |
| 1332     | 14 ديسمبر 2000 | 15-0-0                                                  | تمديد ولاية بعثة الأمم المتحدة في جمهورية الكونغو الديمقراطية                                           |
| 1333     | 19 ديسمبر 2000 | 13–0–2 (الممتنعون عن التصويت: الصين، ماليزيا)           | آلية مراقبة العقوبات ضد طالبان في أفغانستان                                                             |
| 1334     | 22 ديسمبر 2000 | 15-0-0                                                  | تمديد ولاية بعثة الأمم المتحدة في سيراليون                                                              |
| 1335     | 12 يناير 2001  | 15-0-0                                                  | تمدد ولاية بعثة مراقبي الأمم المتحدة في بريفلاكا                                                        |
| 1336     | 23 يناير 2001  | 15-0-0                                                  | تمدد آلية مراقبة العقوبات في أنجولا                                                                     |
| 1337     | 30 يناير 2001  | 15-0-0                                                  | تمدد ولاية قوة الأمم المتحدة المؤقتة في لبنان                                                           |
| 1338     | 31 يناير 2001  | 15-0-0                                                  | تمدد ولاية إدارة الأمم المتحدة الانتقالية في تيمور الشرقية                                              |
| 1339     | 31 يناير 2001  | 15-0-0                                                  | تمديد ولاية بعثة مراقبي الأمم المتحدة في جورجيا                                                         |
| 1340     | 8 فبراير 2001  | 15-0-0                                                  | الترشيحات للقضاة في المحكمة الجنائية الدولية ليوغوسلافيا السابقة                                        |
| 1341     | 22 فبراير 2001 | 15-0-0                                                  | المطالبة بخطط فك الارتباط والانسحاب في جمهورية الكونغو الديمقراطية                                      |
| 1342     | 27 فبراير 2001 | 15-0-0                                                  | تمديد ولاية بعثة الأمم المتحدة للاستفتاء في الصحراء الغربية                                             |
| 1343     | 7 مارس 2001    | 15-0-0                                                  | عقوبات على ليبيريا لدعم المتمردين في سيراليون                                                           |
| 1344     | 15 مارس 2001   | 15-0-0                                                  | تمديد ولاية بعثة الأمم المتحدة في إثيوبيا وإريتريا                                                      |
| 1345     | 21 مارس 2001   | 15-0-0                                                  | إدانة العنف المتطرف والأنشطة الإرهابية في مقدونيا، جنوب صربيا                                           |
| 1346     | 30 مارس 2001   | 15-0-0                                                  | تمديد ولاية بعثة الأمم المتحدة في سيراليون                                                              |
| 1347     | 30 مارس 2001   | 15-0-0                                                  | الترشيحات للقضاة في المحكمة الجنائية الدولية لرواندا                                                    |
| 1348     | 19 أبريل 2001  | 15-0-0                                                  | تمدد آلية مراقبة العقوبات في أنجولا                                                                     |
| 1349     | 27 أبريل 2001  | 15-0-0                                                  | تمديد ولاية بعثة الأمم المتحدة للاستفتاء في الصحراء الغربية                                             |
| 1350     | 27 أبريل 2001  | 15-0-0                                                  | الترشيحات للقضاة في المحكمة الجنائية الدولية ليوغوسلافيا السابقة                                        |
| 1351     | 30 مايو 2001   | 15-0-0                                                  | تمدد ولاية قوة الأمم المتحدة لمراقبة فض الاشتباك                                                        |
| 1352     | 1 يونيو 2001   | 15-0-0                                                  | امتداد برنامج النفط مقابل الغذاء في العراق                                                              |
| 1353     | 13 يونيو 2001  | 15-0-0                                                  | تعزيز التعاون مع البلدان المساهمة بقوات في بعثات حفظ السلام                                             |
| 1354     | 15 يونيو 2001  | 15-0-0                                                  | تمديد ولاية قوة الأمم المتحدة لحفظ السلام في قبرص                                                       |
| 1355     | 15 يونيو 2001  | 15-0-0                                                  | تمدد ولاية بعثة الأمم المتحدة في جمهورية الكونغو؛ حرب الكونغو الثانية                                   |
| 1356     | 19 يونيو 2001  | 15-0-0                                                  | الإعفاءات بموجب حظر توريد الأسلحة على الصومال                                                           |
| 1357     | 21 يونيو 2001  | 15-0-0                                                  | تمدد ولاية قوة تثبيت الاستقرار وبعثة الأمم المتحدة في البوسنة والهرسك                                   |
| 1358     | 27 يونيو 2001  | تم تبنيها بالتزكية                                      | كوفي عنان الأمين العام للأمم المتحدة لفترة ثانية                                                        |
| 1359     | 29 حزيران 2001 | 15-0-0                                                  | تمديد ولاية بعثة الأمم المتحدة للاستفتاء في الصحراء الغربية                                             |
| 1360     | 3 يوليو 2001   | 15-0-0                                                  | امتداد برنامج النفط مقابل الغذاء في العراق                                                              |
| 1361     | 5 يوليو 2001   | تم تبنيها بدون تصويت                                    | الشواغر والانتخاب في محكمة العدل الدولية                                                                |
| 1362     | 11 يوليو 2001  | 15-0-0                                                  | تمدد ولاية بعثة مراقبي الأمم المتحدة في بريفلاكا                                                        |
| 1363     | 30 يوليو 2001  | 15-0-0                                                  | إنشاء آلية مراقبة للعقوبات ضد طالبان في أفغانستان                                                       |
| 1364     | 31 يوليو 2001  | 15-0-0                                                  | تمديد ولاية بعثة مراقبي الأمم المتحدة في جورجيا                                                         |
| 1365     | 31 يوليو 2001  | 15-0-0                                                  | تمدد ولاية قوة الأمم المتحدة المؤقتة في لبنان                                                           |
| 1366     | 30 أغسطس 2001  | 15-0-0                                                  | نزع السلاح، ومكونات إعادة الإدماج في عمليات حفظ السلام                                                  |
| 1367     | 10 سبتمبر 2001 | 15-0-0                                                  | إنهاء العقوبات ضد صربيا والجبل الأسود وجمهورية يوغوسلافيا الاتحادية                                     |
| 1368     | 12 سبتمبر 2001 | 15-0-0                                                  | إدانة هجمات 11 سبتمبر في الولايات المتحدة                                                               |
| 1369     | 14 سبتمبر 2001 | 15-0-0                                                  | تمديد ولاية بعثة الأمم المتحدة في إثيوبيا وإريتريا                                                      |
| 1370     | 18 سبتمبر 2001 | 15-0-0                                                  | تمديد ولاية بعثة الأمم المتحدة في سيراليون                                                              |
| 1371     | 26 سبتمبر 2001 | 15-0-0                                                  | دعوى إلى التنفيذ الكامل للقرار 1345 في مقدونيا                                                          |
| 1372     | 28 سبتمبر 2001 | 14–0–1 (ممتنع: الولايات المتحدة)                        | إنهاء العقوبات ضد السودان                                                                               |
| 1373     | 28 سبتمبر 2001 | 15-0-0                                                  | مكافحة الإرهاب                                                                                          |
| 1374     | 19 أكتوبر 2001 | 15-0-0                                                  | تمدد آلية مراقبة العقوبات في أنجولا                                                                     |
| 1375     | 29 أكتوبر 2001 | 15-0-0                                                  | تأسيس وجود أمني مؤقت متعدد الجنسيات في بوروندي                                                          |
| 1376     | 9 نوفمبر 2001  | 15-0-0                                                  | اطلاق المرحلة الثالثة من نشر بعثة الأمم المتحدة في جمهورية الكونغو الديمقراطية                          |
| 1377     | 12 نوفمبر 2001 | 15-0-0                                                  | إعلان حول الجهود العالمية لمكافحة الإرهاب                                                               |
| 1378     | 14 نوفمبر 2001 | 15-0-0                                                  | إنشاء إدارة انتقالية تؤدي إلى تشكيل حكومة في أفغانستان                                                  |
| 1379     | 20 نوفمبر 2001 | 15-0-0                                                  | الأطفال والنزاعات المسلحة                                                                               |
| 1380     | 27 نوفمبر 2001 | 15-0-0                                                  | تمديد ولاية بعثة الأمم المتحدة للاستفتاء في الصحراء الغربية                                             |
| 1381     | 27 نوفمبر 2001 | 15-0-0                                                  | تمدد ولاية قوة الأمم المتحدة لمراقبة فض الاشتباك                                                        |
| 1382     | 29 نوفمبر 2001 | 15-0-0                                                  | امداد برنامج النفط مقابل الغذاء في العراق                                                               |
| 1383     | 6 ديسمبر 2001  | 15-0-0                                                  | تأييد اتفاق بون بشأن أفغانستان                                                                          |
| 1384     | 14 ديسمبر 2001 | 15-0-0                                                  | تمديد ولاية قوة الأمم المتحدة لحفظ السلام في قبرص                                                       |
| 1385     | 19 ديسمبر 2001 | 15-0-0                                                  | تمدد العقوبات ضد تجارة الماس الدموي في سيراليون                                                         |
| 1386     | 20 ديسمبر 2001 | 15-0-0                                                  | إنشاء قوة المساعدة الأمنية الدولية في أفغانستان                                                         |
| 1387     | 15 يناير 2002  | 15-0-0                                                  | تمدد ولاية بعثة مراقبي الأمم المتحدة في بريفلاكا                                                        |
| 1388     | 15 يناير 2002  | 15-0-0                                                  | رفع العقوبات ضد الخطوط الجوية الأفغانية أريانا                                                          |
| 1389     | 16 يناير 2002  | 15-0-0                                                  | إضافة المهام المتعلقة بالانتخابات إلى ولاية بعثة الأمم المتحدة في سيراليون                              |
| 1390     | 16 يناير 2002  | 15-0-0                                                  | استمرار العقوبات ضد طالبان و القاعدة                                                                    |
| 1391     | 28 يناير 2002  | 15-0-0                                                  | تجديد ولاية القوة المؤقتة في لبنان                                                                      |
| 1392     | 31 يناير 2002  | 15-0-0                                                  | تمديد ولاية إدارة الأمم المتحدة الانتقالية في تيمور الشرقية                                             |
| 1393     | 31 يناير 2002  | 15-0-0                                                  | تمديد ولاية بعثة مراقبي الأمم المتحدة في جورجيا                                                         |
| 1394     | 27 فبراير 2002 | 15-0-0                                                  | تمديد ولاية بعثة الأمم المتحدة للاستفتاء في الصحراء الغربية                                             |
| 1395     | 27 فبراير 2002 | 15-0-0                                                  | إعادة تأسيس فريق الخبراء لرصد العقوبات ضد ليبيريا المفروضة في القرار 1343                               |
| 1396     | 5 مارس 2002    | 15-0-0                                                  | ترحب بقرار الاتحاد الأوروبي بإنشاء بعثة شرطة الاتحاد الأوروبي في البوسنة والهرسك                        |
| 1397     | 12 مارس 2002   | 14–0–1 (ممتنع: سوريا)                                   | نداءات لإنهاء الأعمال العدائية                                                                          |
| 1398     | 15 مارس 2002   | 15-0-0                                                  | تمديد ولاية بعثة الأمم المتحدة في إثيوبيا وإريتريا                                                      |
| 1399     | 19 مارس 2002   | 15-0-0                                                  | إدانة أنشطة التجمع من أجل الديمقراطية الكونغولية في جمهورية الكونغو الديمقراطية                         |
| 1400     | 28 مارس 2002   | 15-0-0                                                  | تمديد ولاية بعثة الأمم المتحدة في سيراليون                                                              |